# Når engle elsker
Når engle elsker er en dansk film fra 1985.
- Manuskript Nils Schou.
- Instruktion Tom Hedegaard og Peter Eszterhás.

Blandt de medvirkende kan nævnes:
- Jesper Langberg
- Lone Hertz
- Lars Simonsen
- Tammi Øst
- Henrik Koefoed
- Anne Dorte Michelsen
- Paul Hüttel
- Puk Schaufuss
- Ove Sprogøe
- Pernille Højmark
- Ann Hjort
- Jens Arentzen
- Poul Thomsen
- Hannah Bjarnhof